# It came from the west
It came from the west er en dansk animationsfilm fra 2007 med instruktion og manuskript af Tor Fruergaard.

## Handling
Virgil bor i en saloon langt, langt ude på prærien. Hverken hans far eller farens to venner, Hank og Eddie, tager ham seriøst. En dag bliver saloonen overfaldet af en masse zombier. Lykkes det Virgil at bevise, at han ikke er en svagpisser? Og hvem er stammeflækkeren?